# Wrocław
« Breslau » redirige ici. Pour les autres significations, voir Breslau (homonymie).
Wrocław ([ˈvrɔt͡s.waf] ), parfois francisé Vratislavie (en silésien : Prassel ou Brassel, en allemand : Breslau, /ˈbʁɛslaʊ̯/ ), est la troisième ville de Pologne par sa population (672 929 habitants), la cinquième par sa superficie (293 km2), et l'une des plus anciennement fondées (vers le IXe – Xe siècle). Aujourd’hui chef-lieu de la voïvodie de Basse-Silésie, elle est desservie par l’aéroport de Wrocław-Nicolas-Copernic, le cinquième du pays en nombre de passagers.
Située au sud-ouest de la Pologne, au sud des « monts des Chats » (en polonais : Kocie Góry et Wzgórza Trzebnickie) et au nord des Sudètes, la ville est traversée par le fleuve Oder (en polonais : Odra), qui se divise ici en plusieurs bras, et quatre de ses affluents : la Bystrzyca, l’Oława, la Ślęza et la Widawa (en). Elle se situe à 140 km de l'Allemagne et à 70 km de la Tchéquie.
Au cours de son histoire millénaire, Wrocław, après avoir appartenu au royaume médiéval polonais des Piast, a fait partie du royaume de Bohême au sein du Saint-Empire romain germanique. Plus tard, la ville appartient successivement à la monarchie de Habsbourg puis, après les guerres de Silésie entre 1740 et 1763, à la Prusse des Hohenzollern qui intègre en 1871 l'Empire allemand. Au XIXe siècle, la ville devient un des centres industriels les plus importants de la Prusse et connaît une forte croissance démographique.
En 1945, après la Seconde Guerre mondiale, Wrocław est placée sous administration polonaise conformément aux accords de Potsdam. La population de la ville, auparavant germanophone, est expulsée en 1948 et la ville, désormais polonaise, est repeuplée par des Polonais venus du centre ou de l'est de la Pologne dont les régions orientales ont été annexées à l'URSS. Le panorama de Racławice, notamment, auparavant exposé à Lwów, a été transféré dans la ville en 1947.
Wrocław, capitale européenne de la culture en 2016, après avoir été hôte de l'Euro 2012 de football, et intégré le réseau des Villes créatives de l'Unesco en 2016, accueille aussi les Prix du cinéma européen 2016 et les Jeux mondiaux en 2017.

## Histoire
| Appartenances historiques Duché de Breslau 1241-1335 Principauté de Breslau 1335-1742 Royaume de Prusse (principauté de Breslau) 1742-1815 Royaume de Prusse (province de Silésie) 1815–1918 Empire allemand 1871-1918 République de Weimar 1918–1933 Reich allemand 1933–1945 Pologne 1945–présent |

La région de Silésie, dans laquelle se trouve Breslau, a été mentionnée pour la première fois par Tacite vers l'an 98 et par Ptolémée vers 150 dans son ouvrage sur Germania magna.
Au 4e et au début du 5e siècle, la tribu germanique Silinger s'est installée à proximité de ce qui est devenu plus tard Breslau. Le nom Wortizlawa ou Wratislawa, noté en latin Vratislavia, a été mentionné pour la première fois vers l'an 900 et désignait un bourg slave. Il était situé sur une île à proximité de trois affluents de l'Oder.
En 990, le duc polonais Piast Mieszko I a conquis Wrocław et toute la Silésie. En l'an 1000, son fils Bolesław le Brave établit l'évêché de Breslau (Acte de Gniezno). Breslau a été détruit lors des attaques mongoles en 1241, mais a été reconstruit au cours des 20 années suivantes par les colons allemands. En 1261, Breslau a reçu les droits de la ville de Magdebourg. Breslau suivit le sort de la région qui passa de la Pologne à la couronne de Bohême (dans le Saint-Empire romain germanique) en 1335, puis avec elle en 1526 à l'Autriche.
Conquise par la Prusse par le traité de Teschen, confirmé par ceux de Breslau (1742) et d'Aix-la-Chapelle (1748) pendant la guerre de Succession d'Autriche, la Silésie fut le théâtre de la guerre de Sept Ans et resta au traité d'Hubertsbourg (1763) à la Prusse qui la re-colonisa en approfondissant la germanisation, déjà avancée, des campagnes alors que les villes l'avaient été depuis le Moyen Âge. Comme le reste du royaume de Prusse, Breslau fit partie de l'Empire allemand formé en 1871.

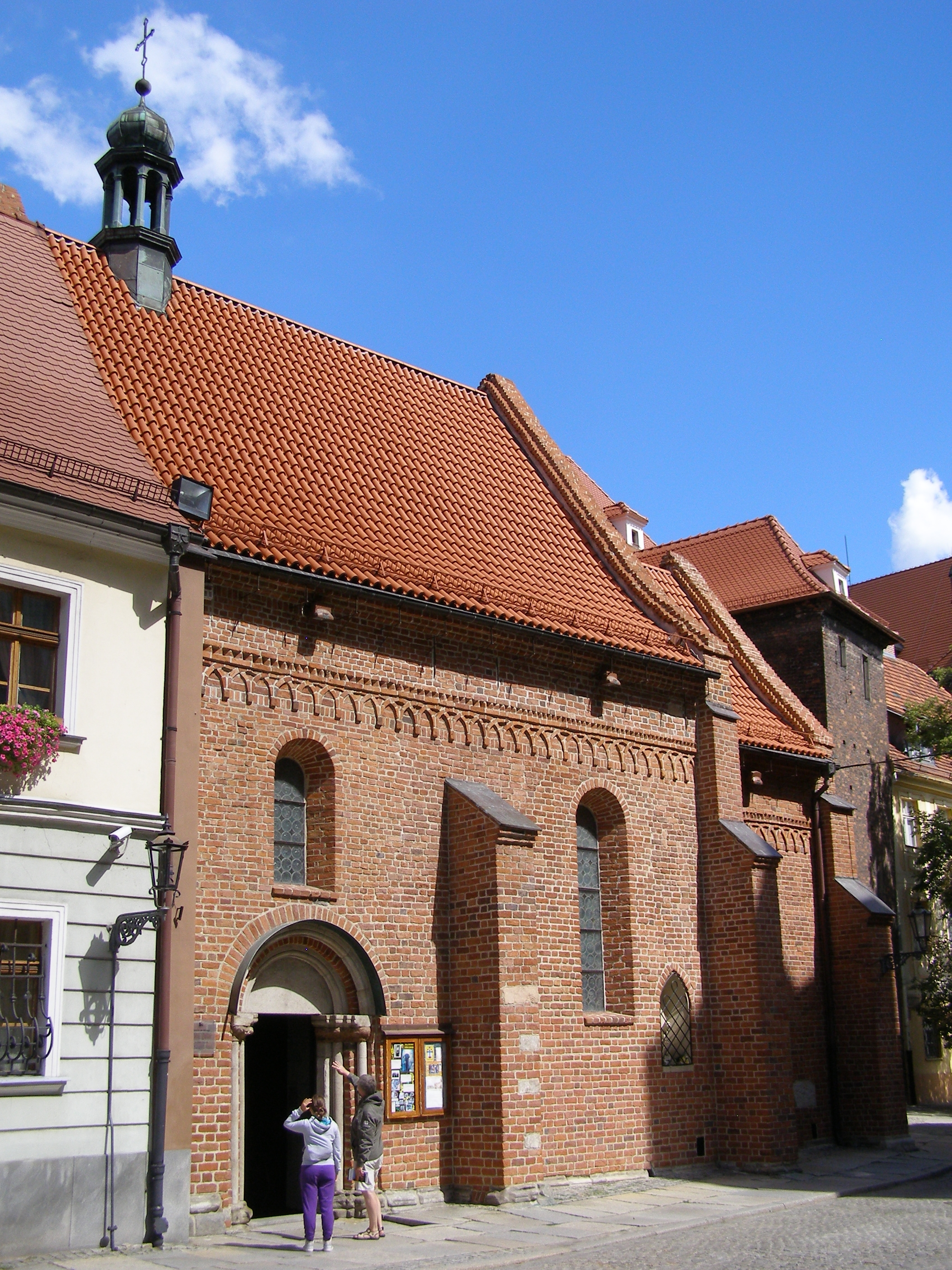
Église Saint-Gilles de Wrocław, construite en 1241-1242.
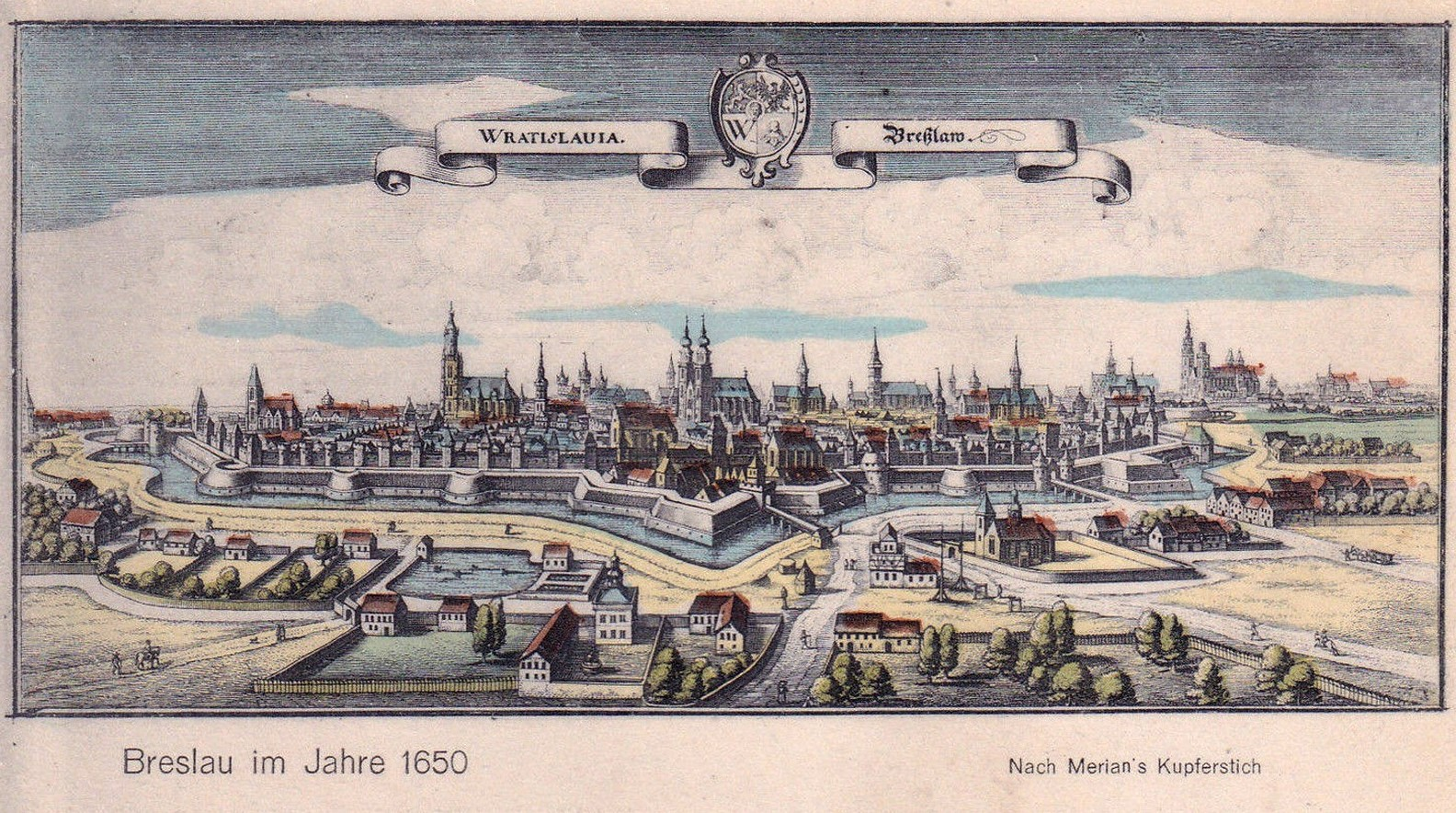
Breslau au XVIIe siècle
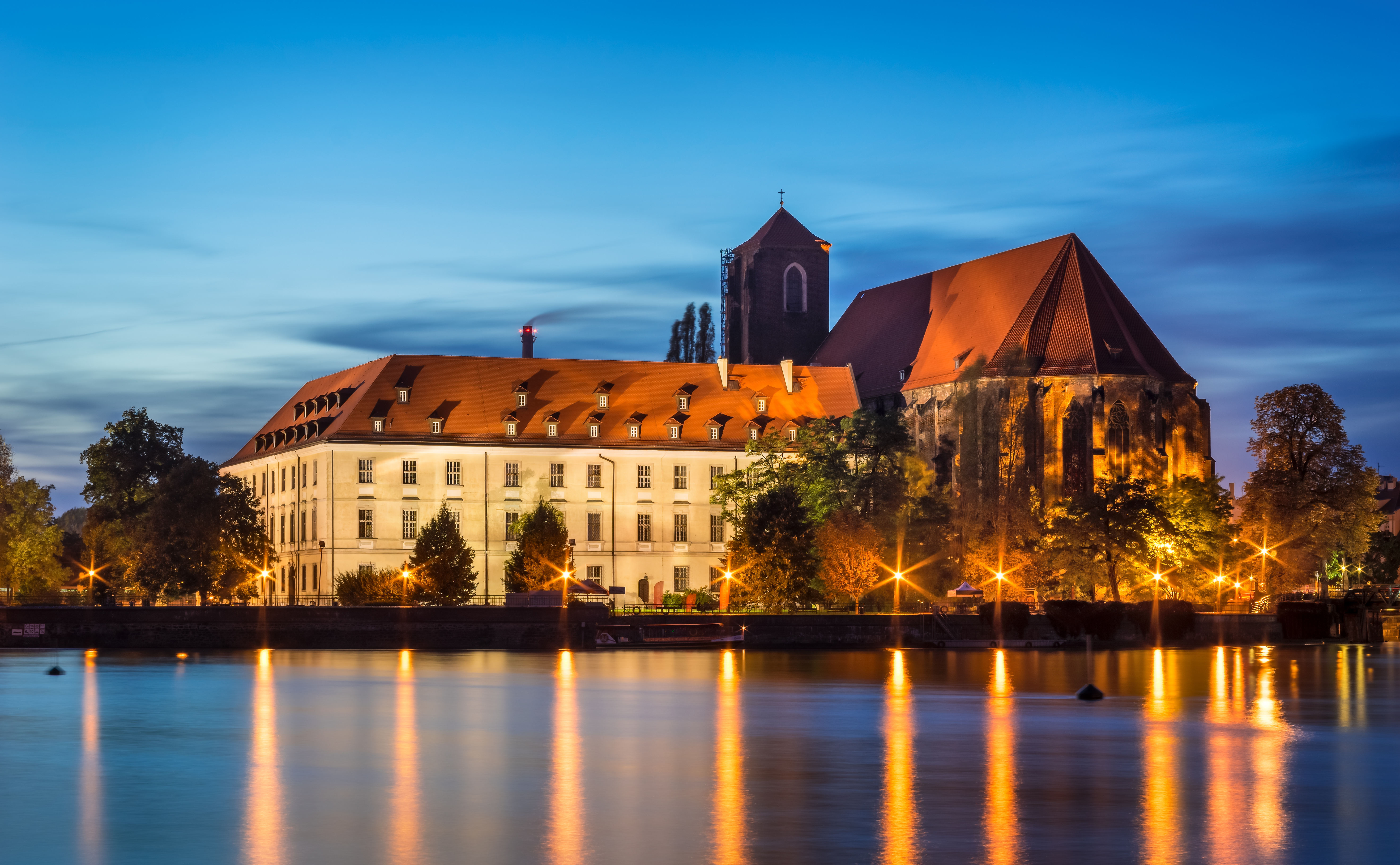
À Wroclaw, sur Bulwar Piotra Włostowica we Wrocławiu (pl), un monastère de l'université de Wrocław et l'église Sainte-Marie-sur-le-Sable, tous deux du XIIe siècle. Photo septembre 2014.

La ville vécut un grand essor économique dû à sa situation dans une plaine fertile, et au développement du bassin industriel de la Silésie. Entre 1870 et 1914, elle possédait des scieries et des huileries, devint un centre important de la fabrication de machines, matériel de chemins de fer, pianos, tabac, orfèvrerie, rubans et chapeaux, et du commerce de métaux bruts et ouvrés, charbon, bois, tissus (foire aux laines), lin, céréales, bestiaux. Après la Première Guerre mondiale, Breslau subit les conséquences économiques importantes de la perte par l'Allemagne de la Posnanie et de la majeure partie de la Haute-Silésie, débouchés et sources d'approvisionnement naturels pour ses activités de transformation. Les annexions des villages limitrophes lui permirent d'augmenter sa superficie qui passa de 4 962 à 17 509 ha. Les autorités, par une audacieuse politique d'urbanisme, réussirent le rattrapage du retard pris par rapport aux autres villes allemandes de cette taille. On construisit des nouveaux quartiers périphériques où le standing des logements répondait aux exigences modernes, on créa des parcs et jardins afin d'aérer la ville et d'améliorer les conditions de vie et l'équipement d'une population en croissance. À la fin des années 1920, Breslau dépassait 620 000 habitants pour atteindre 630 000 en 1939. En 1933, l'un des premiers camps nazis est implanté à proximité : le camp de concentration de Breslau-Dürrgoy.
L'Armée rouge met le siège devant la ville à partir du 15 avril 1945, jusqu'à la reddition de la garnison allemande le 6 mai 1945.
En 1945, par les accords de Potsdam (signés par les États-Unis, l'URSS et le Royaume-Uni), la région fut rattachée à la Pologne, et presque la totalité des habitants allemands furent expulsés, remplacés par les Polonais dont une partie venait des territoires perdus par la Pologne à l'est de la ligne Curzon, au profit de l'URSS.
Du 25 au 28 août 1948 se tint à Wrocław un congrès mondial des intellectuels pour la paix. Il constituait dans cette ville, symbole de la victoire sur l'Allemagne nazie, l'acte fondateur du Conseil mondial de la paix.

## Démographie
La démographie de Wrocław est la suivante :
| 1800   | 1831   | 1850    | 1880    | 1900    | 1925    | 1939    | 1946    | 1956    | 1970    | 1999    | 2005    | 2009    | 2019    |
| ------ | ------ | ------- | ------- | ------- | ------- | ------- | ------- | ------- | ------- | ------- | ------- | ------- | ------- |
| 64 500 | 89 500 | 114 000 | 272 900 | 422 700 | 555 200 | 629 565 | 171 000 | 400 000 | 526 000 | 650 000 | 633 700 | 632 162 | 641 607 |

## Édifices et lieux remarquables
- Halle du Centenaire
- Fontaine de Wroclaw (pl)
- Place du Marché (Rynek)
- Marché couvert de Wrocław
- L'ancien Hôtel de ville et le nouvel hôtel de ville.
- Ostrów Tumski (de la Cathédrale Saint-Jean-Baptiste)
- Église Sainte-Élisabeth de Wrocław
- Église Saint-Adalbert de Wrocław
- Église de la Madeleine (Wrocław)
- Église Sainte-Marie-sur-le-Sable, gothique
- Église du Saint-Nom-de-Jésus, baroque
- Église Saint-Vincent, gothique
- Place au sel (pl) (en polonais : Plac Solny)
- Aula Leopoldina à l'université de Wrocław
- Ossolineum (ancien collège Saint-Matthias)
- Panorama Racławicka
- Jardin zoologique
- Cimetière juif (pl)
- Le Train vers le paradis (The Train to Heaven)
- Pont Tiergarten
- Maison Oppenheim

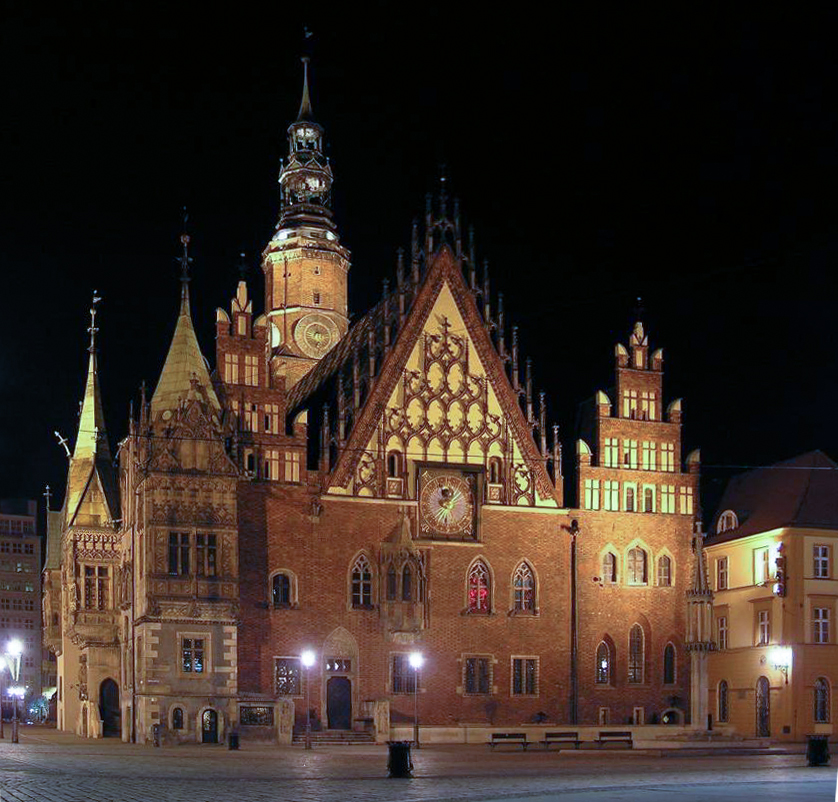
Hôtel de ville de Wrocław
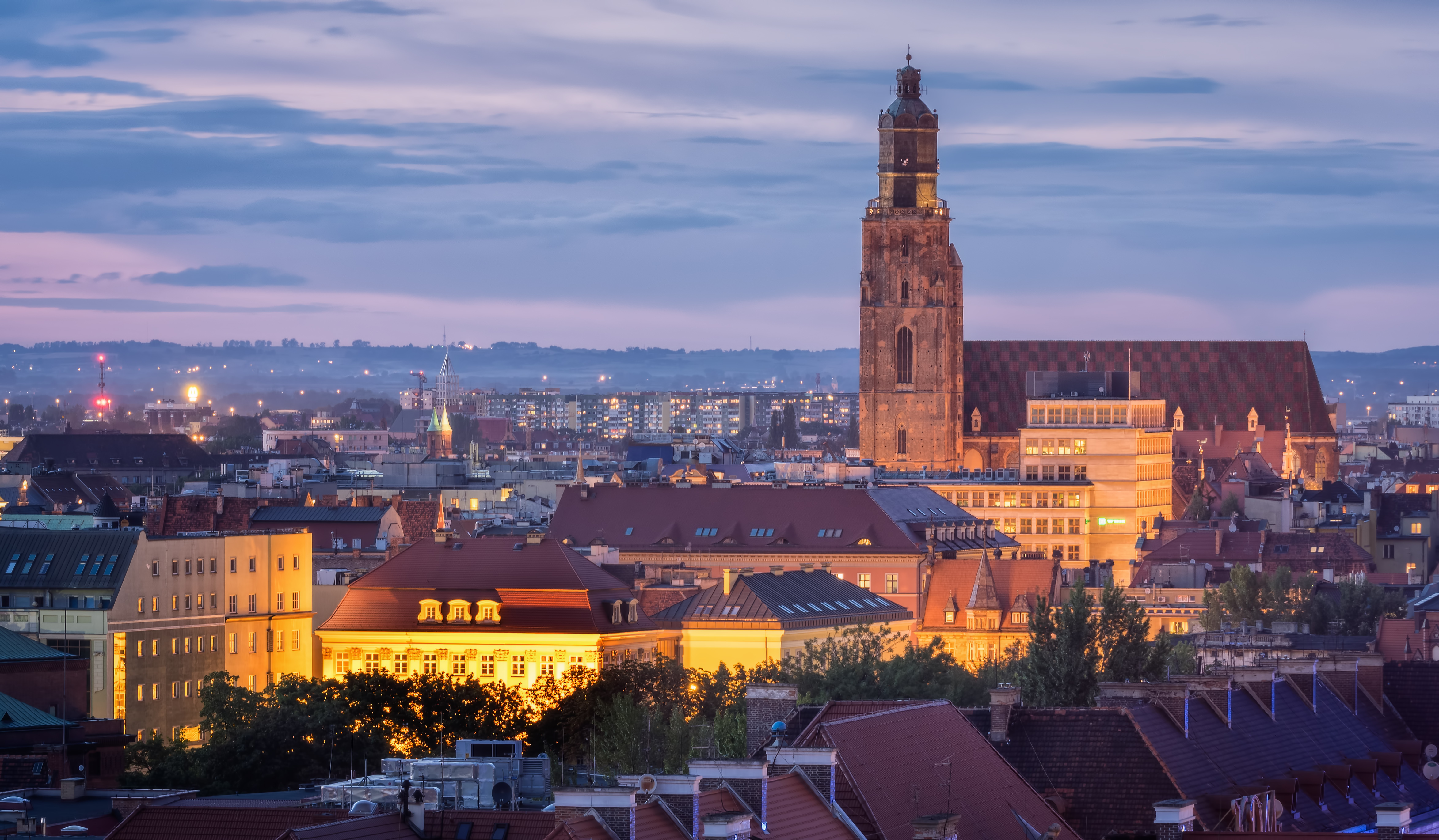
La basilique Sainte-Élisabeth de Wrocław
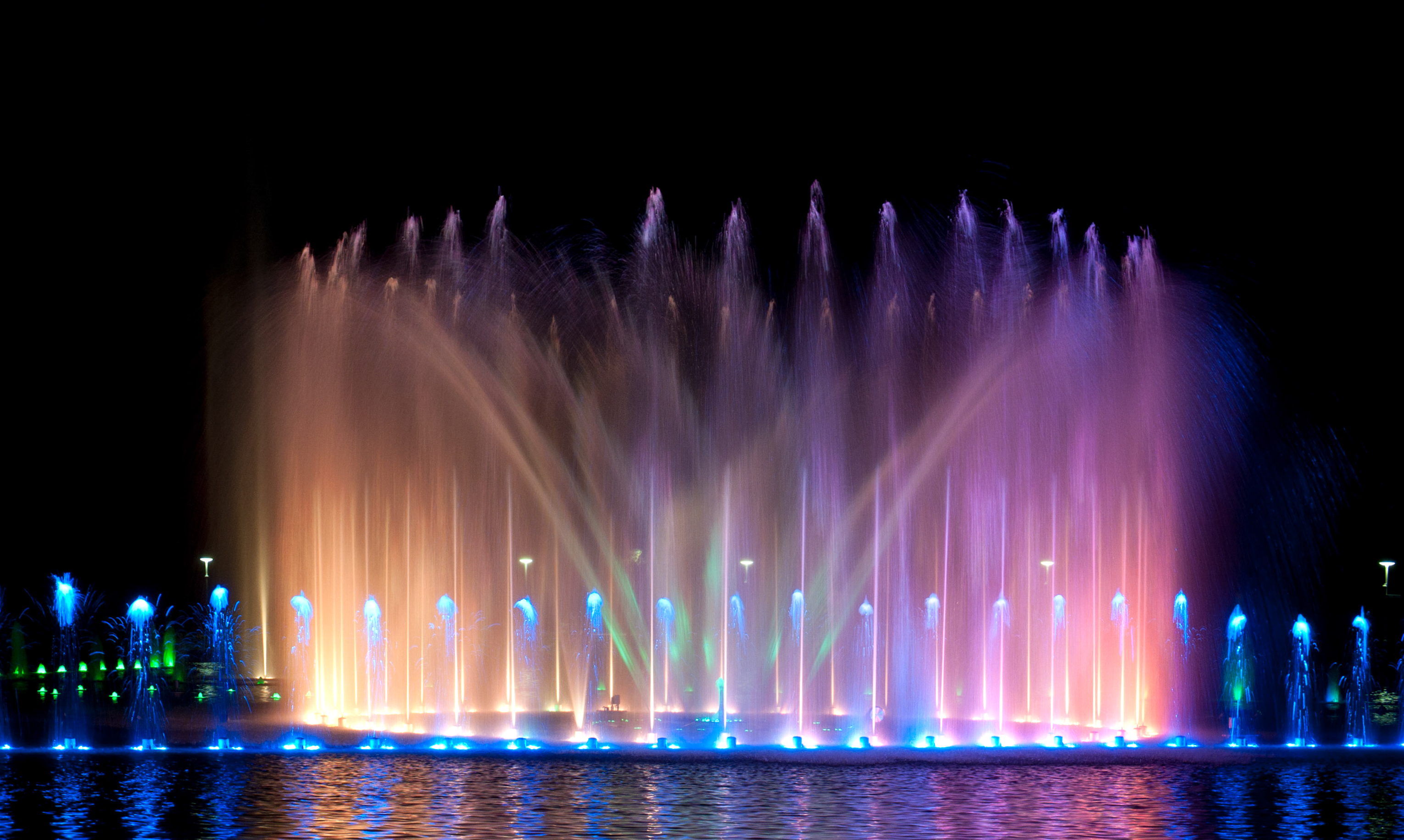
Fontaine de Wroclaw (pl)
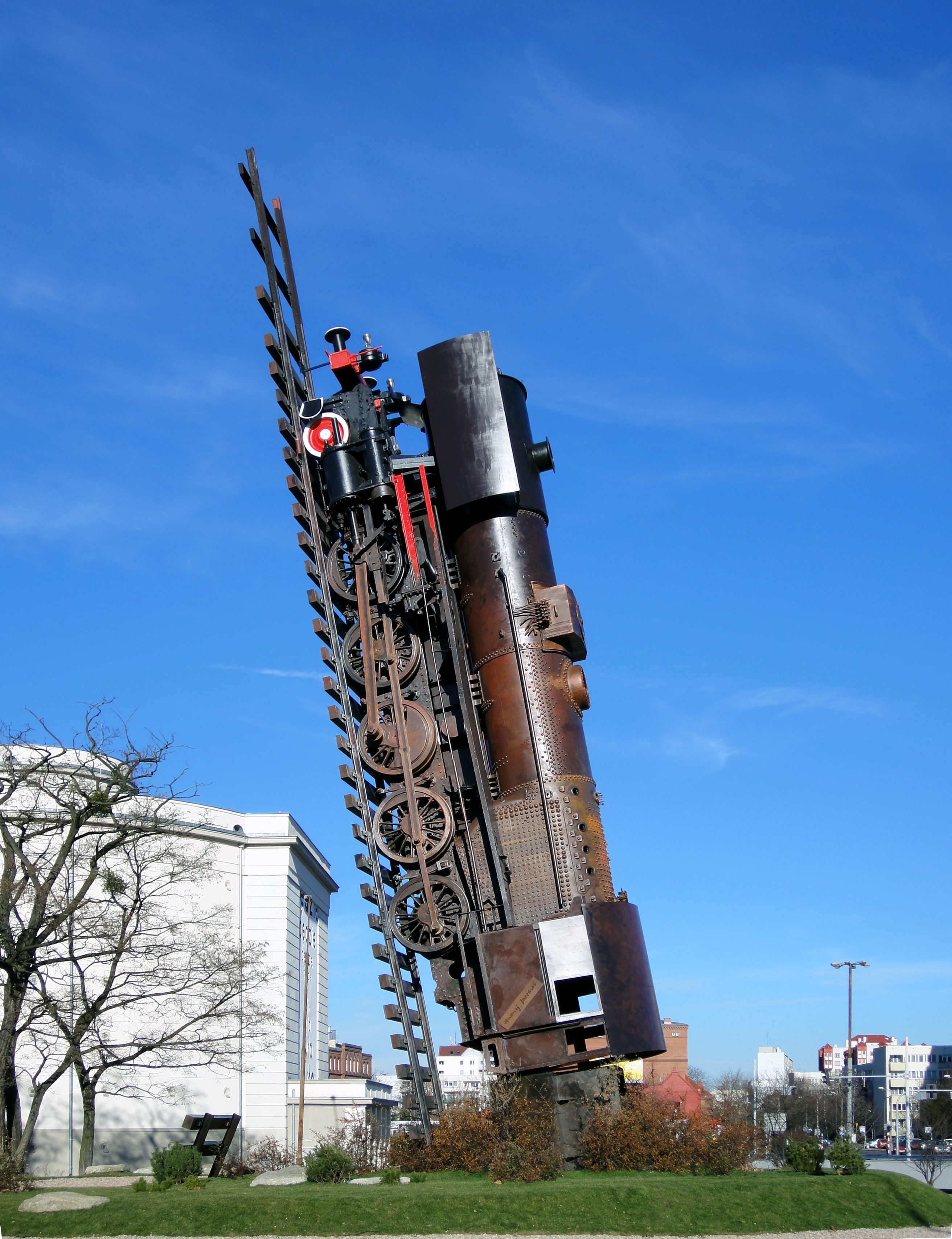
Le Train vers le paradis
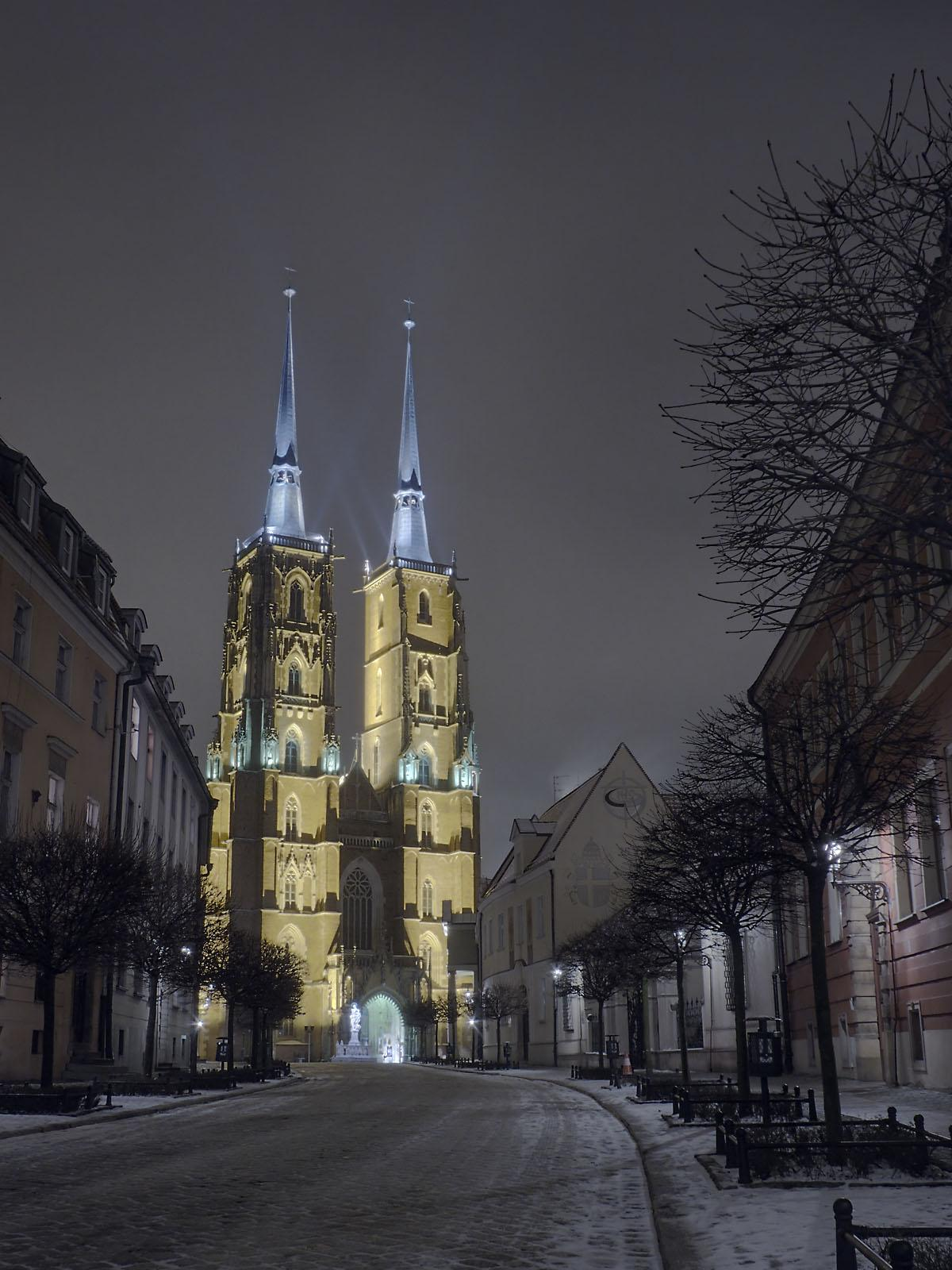
Cathédrale de Wrocław
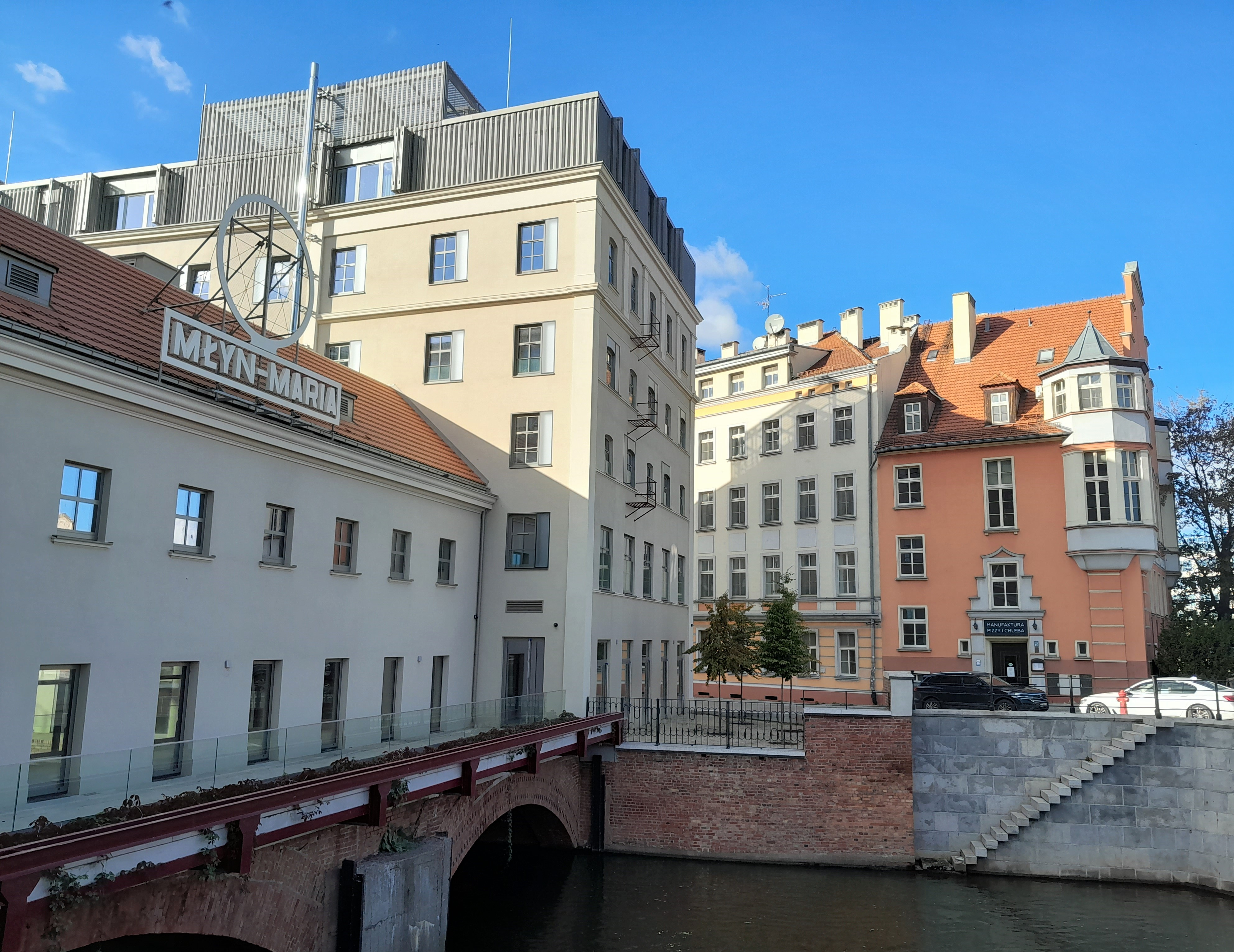
Moulin Maria dans Wyspa Młyńska we Wrocławiu (pl). Octobre 2022.
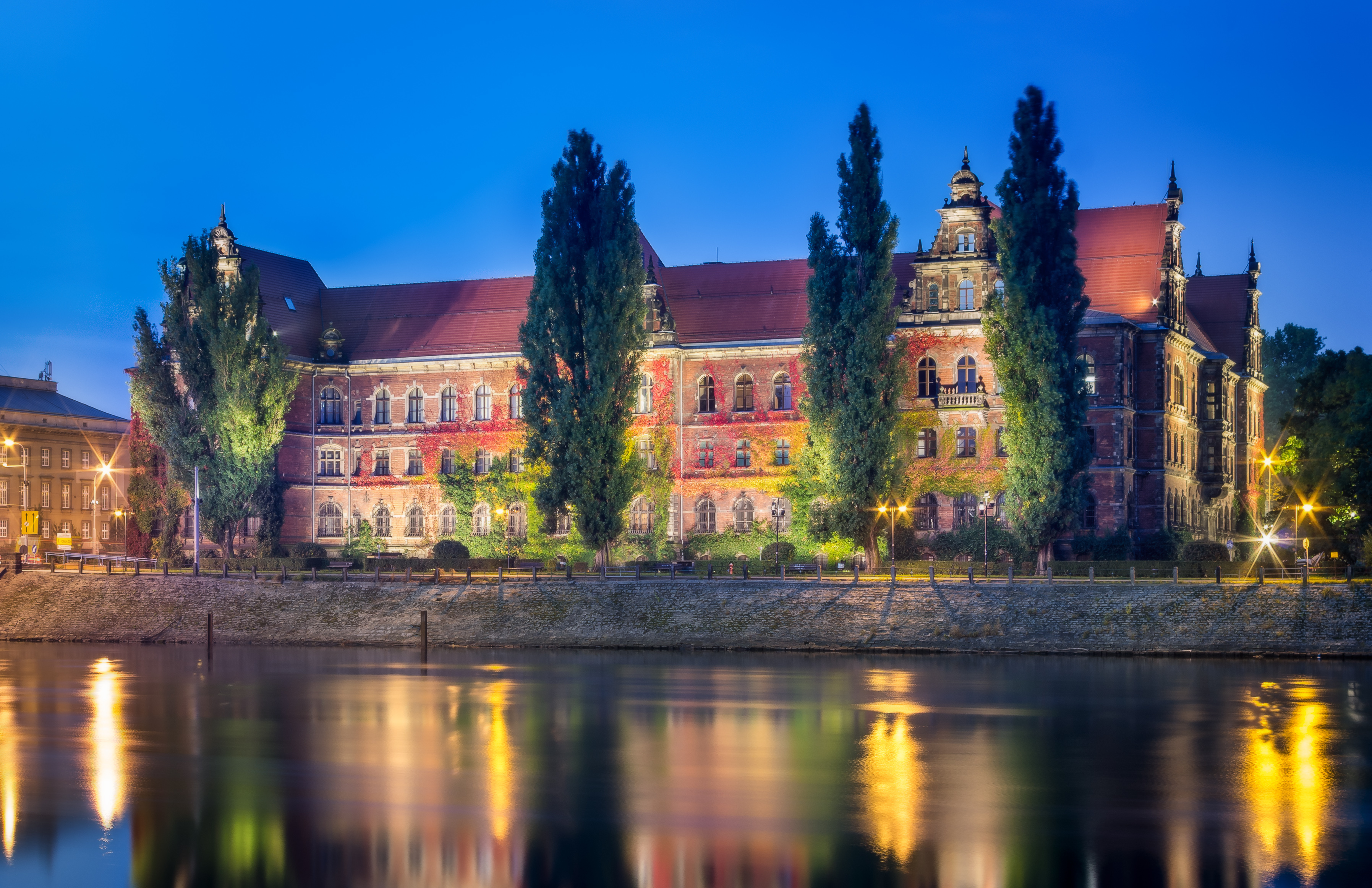
Le Musée national de Wrocław, au bord de l'Oder. Octobre 2013.
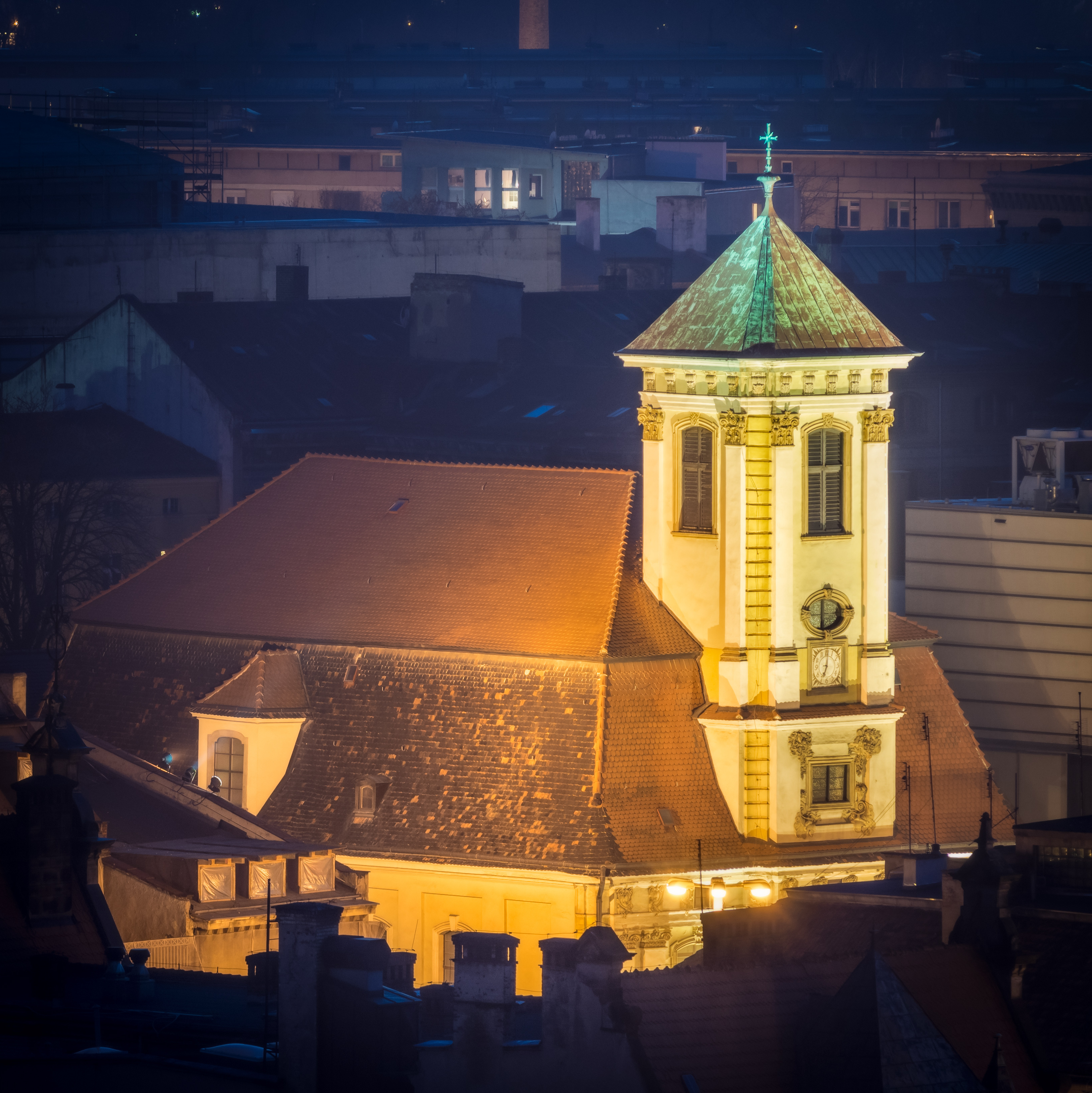
L'église du Diecezja wrocławska (Kościół Ewangelicko-Augsburski w RP) (pl) à Wroclaw. Mars 2014.
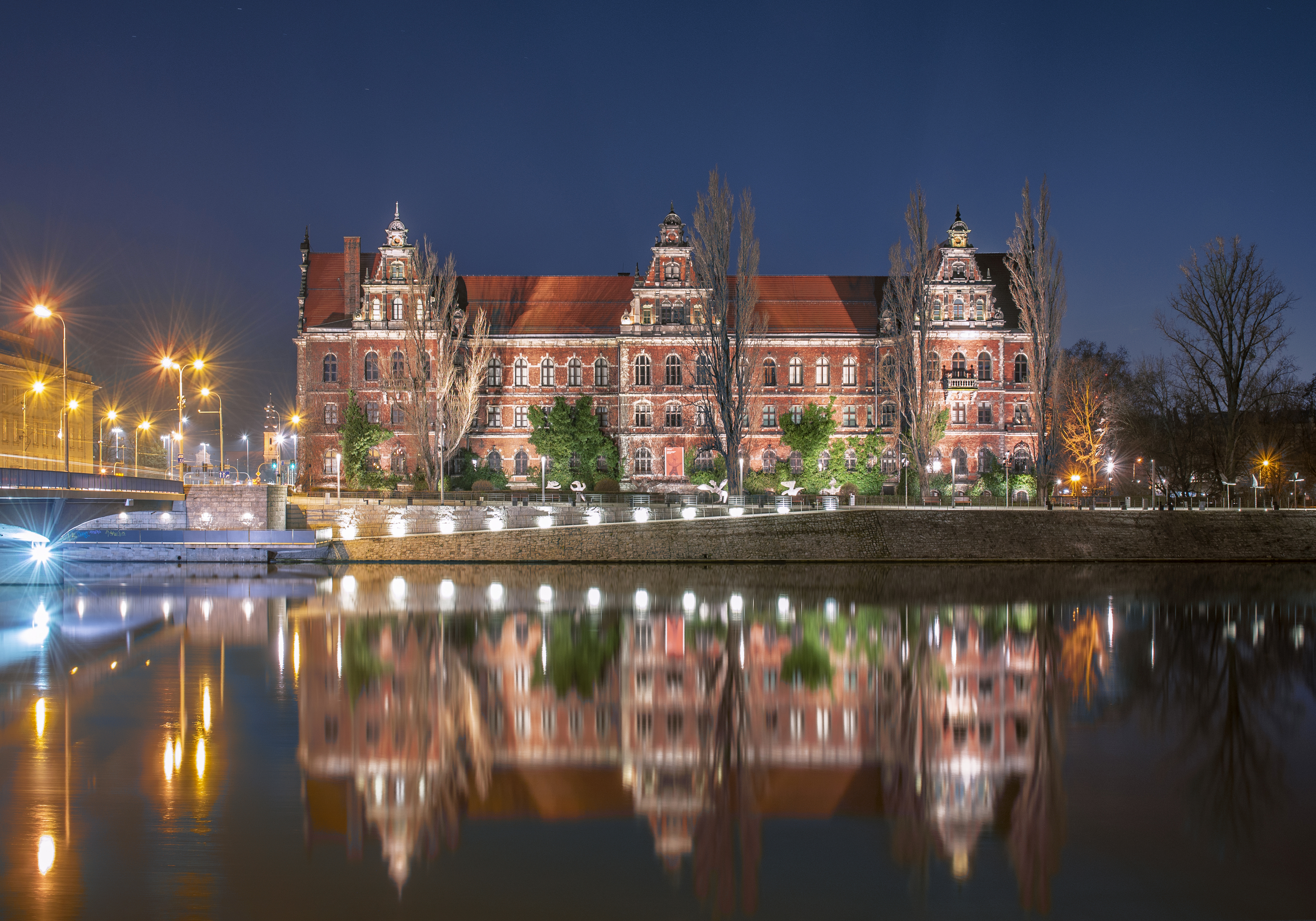
Autre vue du musée de nuit. Février 2020.
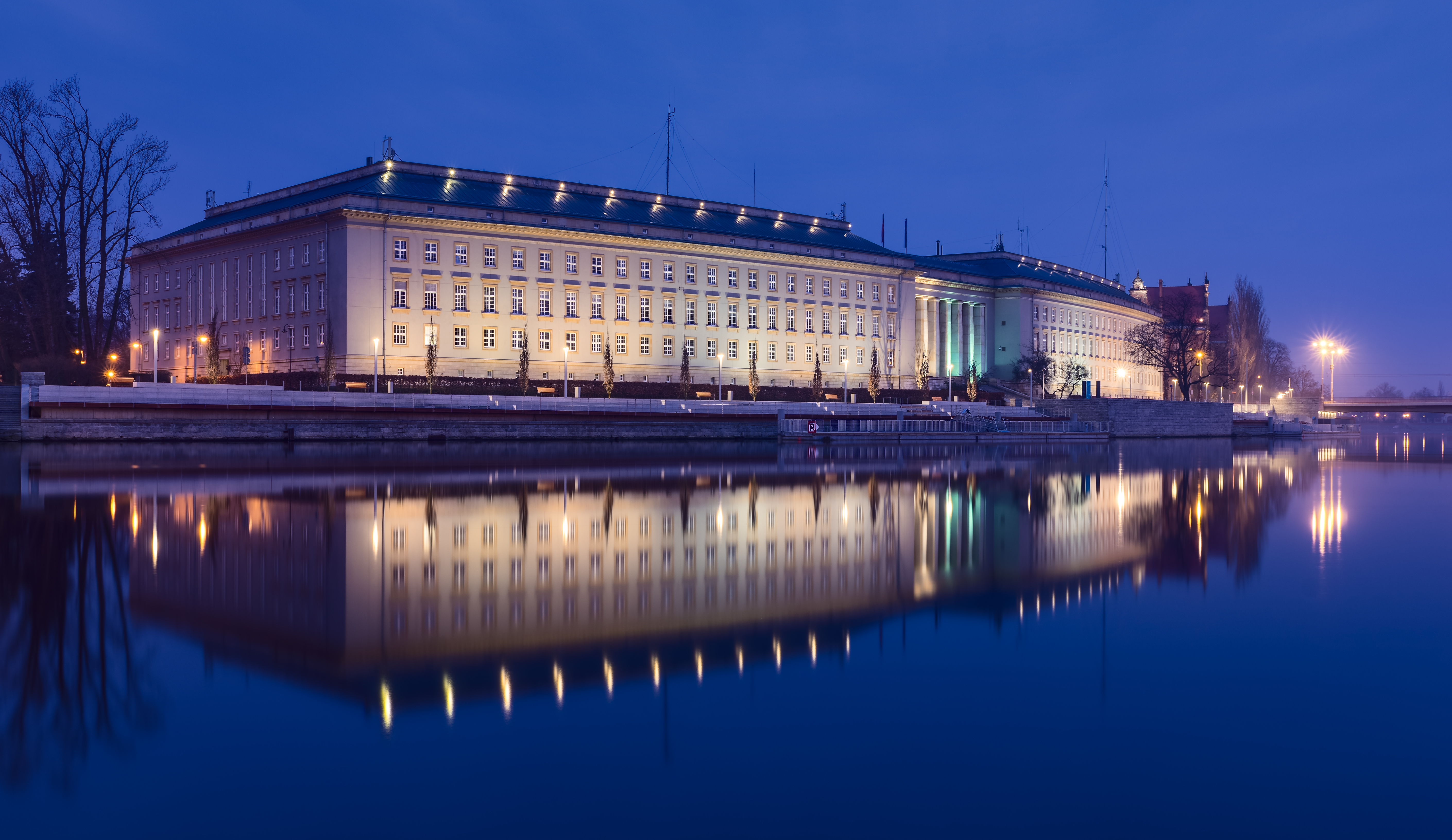
Budynek Urzędu Wojewódzkiego we Wrocławiu (pl), un bâtiment administratif de l'époque allemande, inspiré du bâtiment nazi Neue Reichskanzlei à Berlin. Mars 2016.
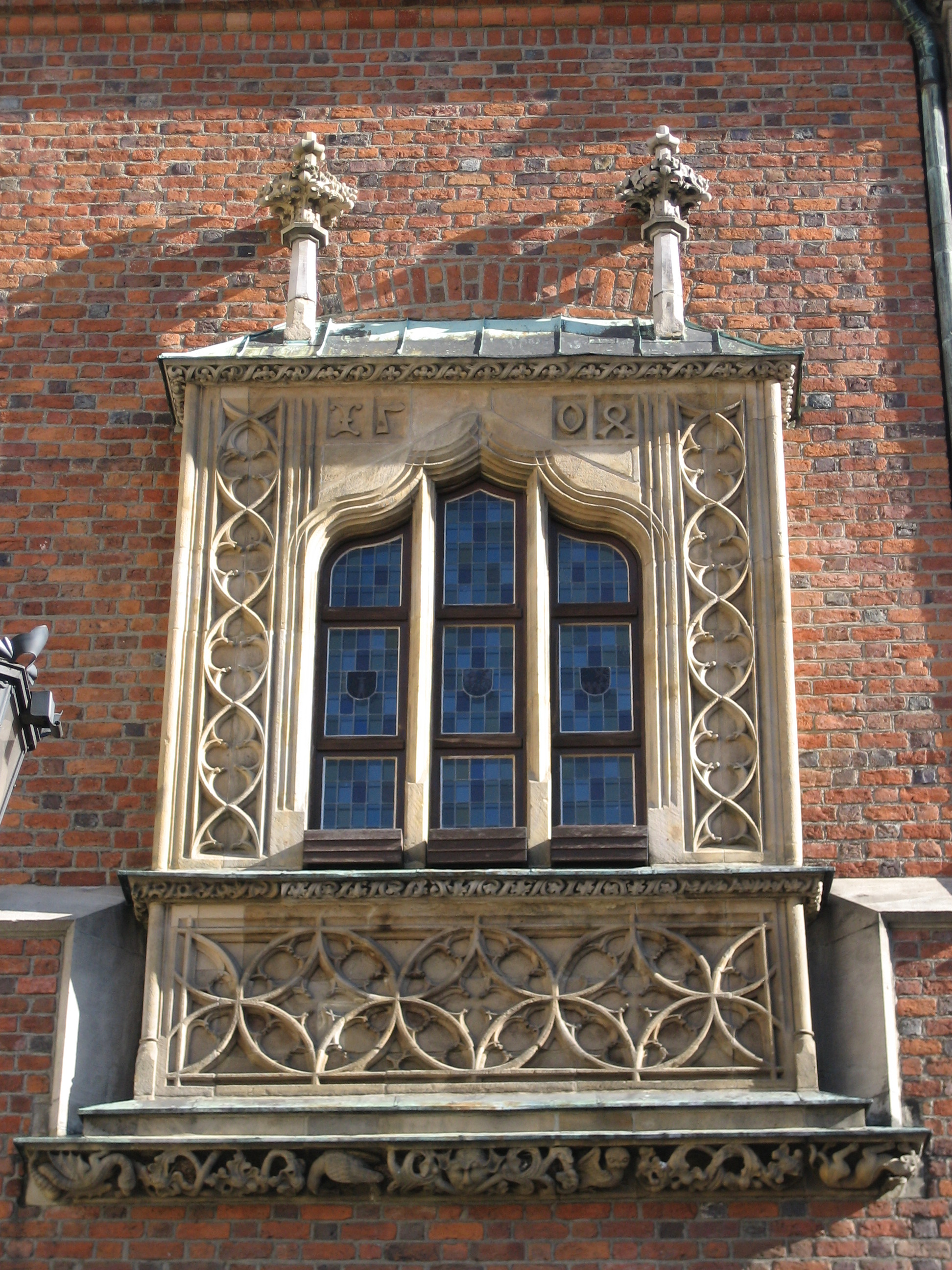
Fenêtre de l'hôtel de ville de Wroclaw
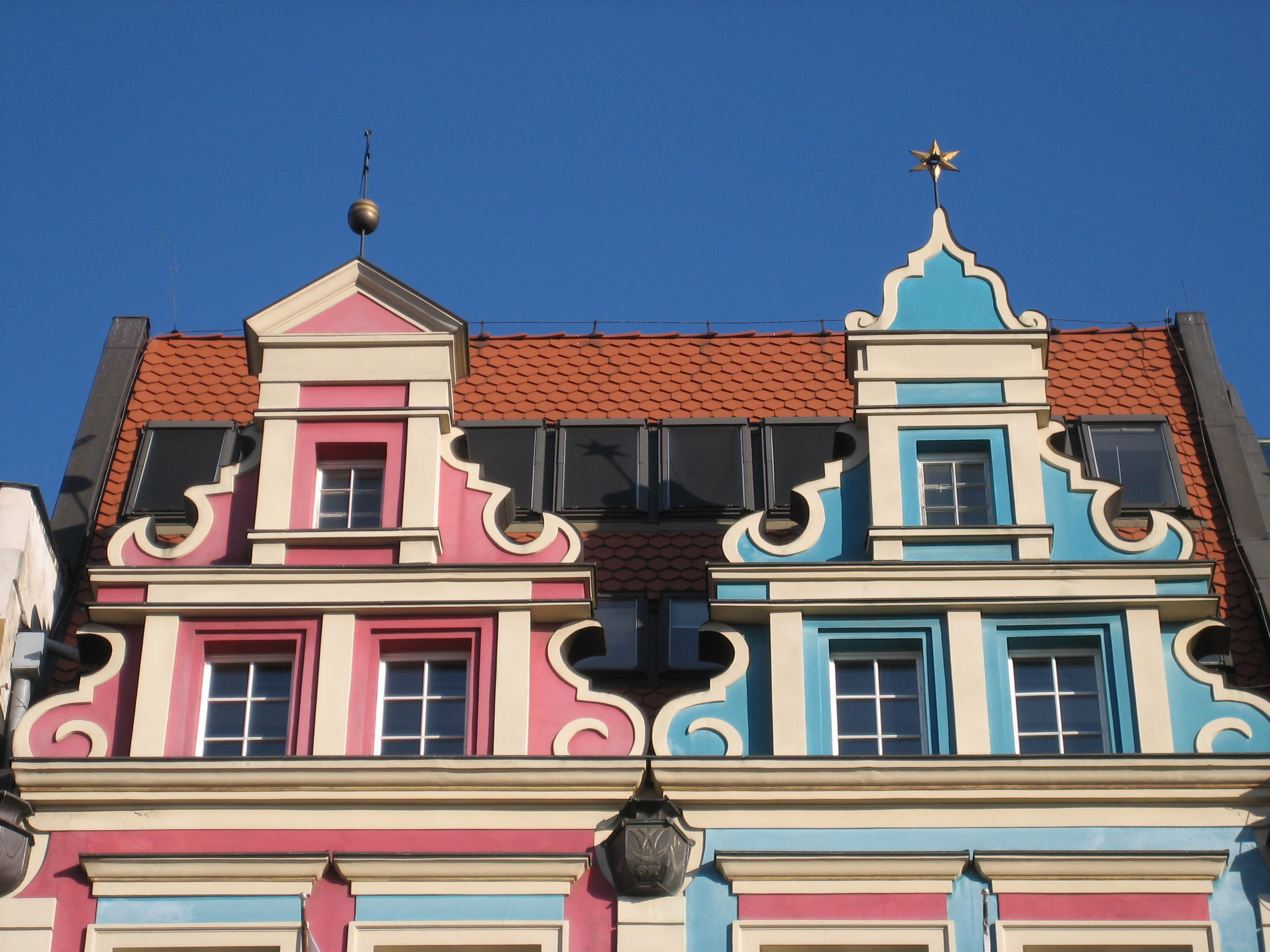
Couleurs de la Place du Marché (Rynek)

## Personnages célèbres de la ville
- Piotr Włostowic (1080-1153) - voïévode polonais.
- Bartholomäus Stein (de) (1477-1520)
- Laurent Corvin (1470-1527) - humaniste, poète latiniste, pédagogue, géographe
- Angelus Silesius (Johannes Scheffler) (1624-1677) - poète religieux allemand
- Daniel Speer (1636-1707)
- Christian Wolff (1679-1754) - philosophe
- Sylvius Leopold Weiss (1687-1750) - compositeur, luthiste et théorbiste
- Ernst Gottlieb Baron (1696-1760) compositeur et luthiste
- Johann Friedrich Ferdinand Fleck (1757-1801) - tragédien
- Friedrich Schleiermacher (1768-1834) - théologien et philosophe
- Karl Gottlieb Lange (de) (1780-1842), juriste et homme politique, maire de la ville de Breslau
- Henri-Auguste Birnbach (1782-1840) - musicien, et compositeur ayant composé un concerto pour arpeggione et orchestre
- Carl Ferdinand Langhans (1782-1869) - architecte
- Auguste de Hohenlohe-Öhringen (1784-1853) - prince de la maison de Hohenlohe
- Melchior Ferdinand Joseph von Diepenbrock (1798-1853), cardinal, prince-évêque de Breslau
- Johann Anton Theiner (1799-1860), théologien catholique allemand
- August Borsig (1804-1854) - entrepreneur (matériel ferroviaire)
- Carl Friedrich Lessing (1808-1880) - artiste
- Heinrich Neumann (1814-1884) - psychiatre légal
- Adolph von Menzel (1815-1915) - artiste
- Adolf Anderssen (1818-1879) - joueur d'échecs
- Gustav Kirchhoff (1824-1887) - physicien, il enseigne à l'université de 1850 à 1854
- Louis Prang (1824-1909), lithographe et éditeur
- Ferdinand Lassalle (1825-1864) - homme politique allemand, théoricien du socialisme
- Ferdinand Julius Cohn  (1828-1898) - bactériologiste allemand, fondateur de cette discipline
- Robert Eitner (1832-1905) - musicologue et bibliographe
- Julius von Sachs (1832-1897) - botaniste
- Jacob Caro (1835-1904) - historien, auteur de l'Histoire de la Pologne
- Richard Foerster (1843-1922), philologue, archéologue, historien de l'art, professeur d'université
- Max Salzmann (1850-1897) – architecte, concepteur de la rénovation de la cathédrale de Brême
- Joseph Partsch (en) (1851-1925) - géographe, auteur de Central Europe paru en 1903 à Londres
- Moritz Moszkowski (1854-1925) - pianiste compositeur
- Cuno von Uechtritz-Steinkirch (1856-1908), sculpteur
- Ruth Bré (1862-1911), écrivaine et féministe
- Siegbert Tarrasch (1862-1934) - champion d'échecs
- Hermann Gröhler (1862-1958), philologue et spécialiste de l'onomastique
- Aloïs Alzheimer (1864-1915) - découvreur de la maladie d'Alzheimer
- Charles Proteus Steinmetz - mathématicien et ingénieur en électricité
- Alfred Kerr (1867-1948) - critique de théâtre et essayiste
- Felix Hausdorff  (1868-1942) - mathématicien
- Max Berg (1870-1947) - architecte, concepteur du Hall du centenaire
- August Weberbauer (1871-1948) - botaniste
- Friedrich Fedde (1873-1942) - botaniste
- Otfrid Foerster (en) (1873-1941) - neurochirurgien
- Anna von Gierke (1874-1943), femme politique et réformatrice sociale
- Ernst Cassirer (1874-1945) - philosophe
- Wolfgang Jaenicke (1881-1968) - homme politique et ambassadeur
- Otto Toeplitz (1881-1940) - mathématicien
- Ludwik Hirszfeld (1884-1954) - microbiologiste, co-découvreur de l'hérédité du groupe sanguin de type ABO
- Otto Klemperer (1885-1973) - chef d'orchestre
- Hugo Steinhaus (1887-1972) - mathématicien
- Josef Lenzel, (1890-1942) mort au camp de concentration de Dachau, prêtre catholique allemand.
- Edith Stein (1891-1942) - Carmélite et philosophe catholique allemande d'origine juive, déportée à Auschwitz et canonisée par Jean-Paul II
- Manfred von Richthofen (1892-1918) - as du pilotage lors de la Première Guerre mondiale : le « Baron rouge »
- Lothar von Richthofen, né le 27 septembre 1894 et mort le 4 juillet 1922, frère du précédent, aviateur allemand et pilote de chasse de la Grande Guerre.
- Norbert Elias (1897-1990) - sociologue
- Anna Caspari (1900-1941) - marchande d'art juive allemande
- Günther Anders (1902-1992) - philosophe, essayiste, militant anti-nucléaire
- Herta Gotthelf (1902-1963), femme politique du Parti social-démocrate
- Katharina Staritz (1903-1953), théologienne, résistante au nazisme
- Dietrich Bonhoeffer (1906-1945) - pasteur protestant, résistant contre le nazisme
- Karl Schiller (1911-1994) - homme politique, ministre fédéral
- Günter Holzmann (1912-2001) - résistant allemand au nazisme, et bienfaiteur du journal Le Monde diplomatique
- Werner Mölders (1913-1941) - aviateur allemand et pilote de chasse de la Seconde Guerre mondiale.
- Walther von Lüttwitz (1859-1942), général allemand de la Première Guerre mondiale
- Rudolf Meidner (1914-2005) - économiste suédois et théoricien socialiste
- Tadeusz Różewicz (1921-2014) - poète et dramaturge
- Walter Laqueur (1921-2018) - historien et éditorialiste politique israélien-américain
- Zbigniew Cybulski (1927-1967) - acteur
- Jerzy Grotowski (1933-1999) - directeur de théâtre et figure de proue du mouvement Avant-garde
- Joachim Meisner (1933-2017) - cardinal et archevêque de Cologne
- Marek Hłasko (1934-1969) - écrivain
- Hans-Ulrich Klose (1937-2023) - personnalité politique
- Helga Abret (1939-2013) - chercheuse, traductrice
- Christoph Eschenbach (1940- ) - pianiste et chef d'orchestre
- Sepp Piontek (1940- ) - joueur de football
- Mirosław Hermaszewski (1941- ) - spationaute polonais
- Wanda Rutkiewicz (1943-1992) - l'une des plus célèbres femmes alpinistes
- Lech Janerka (1953- ) - chanteur, musicien
- Teresa Orlowski (1953- ) - actrice pornographique
- Władysław Frasyniuk (1954- ) politique polonais, syndicaliste
- Robert Felisiak (1962-), épéiste polonais naturalisé allemand, champion olympique.
- Mateo Jasik (1979- ) chanteur allemand
- Hubert Hurkacz (1997- ), joueur de tennis polonais
- Jakub Antczak (2004-), footballeur polonais

### Prix Nobel
liste chronologique par année d'obtention 
- Gerhart Hauptmann, prix Nobel de littérature en 1912
- Fritz Haber, prix Nobel de chimie en 1918
- Friedrich Bergius, prix Nobel de chimie en 1931
- Otto Stern, prix Nobel de physique en 1943
- Max Born, prix Nobel de physique en 1954
- Reinhard Selten, prix de la Banque de Suède en sciences économiques en mémoire d'Alfred Nobel en 1994
- Olga Tokarczuk, prix Nobel de littérature en 2019

## Écoles et universités

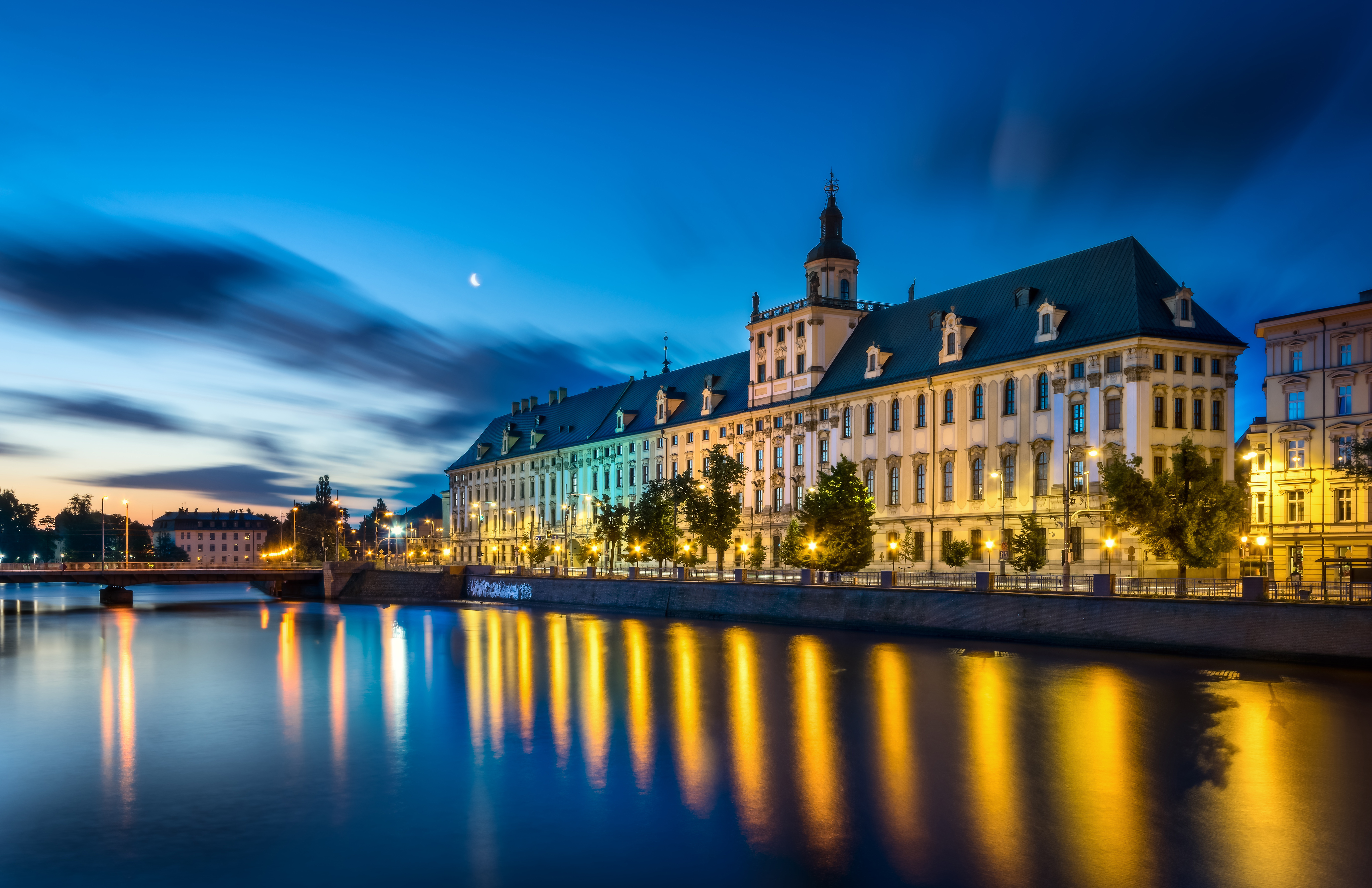
Université de Wrocław

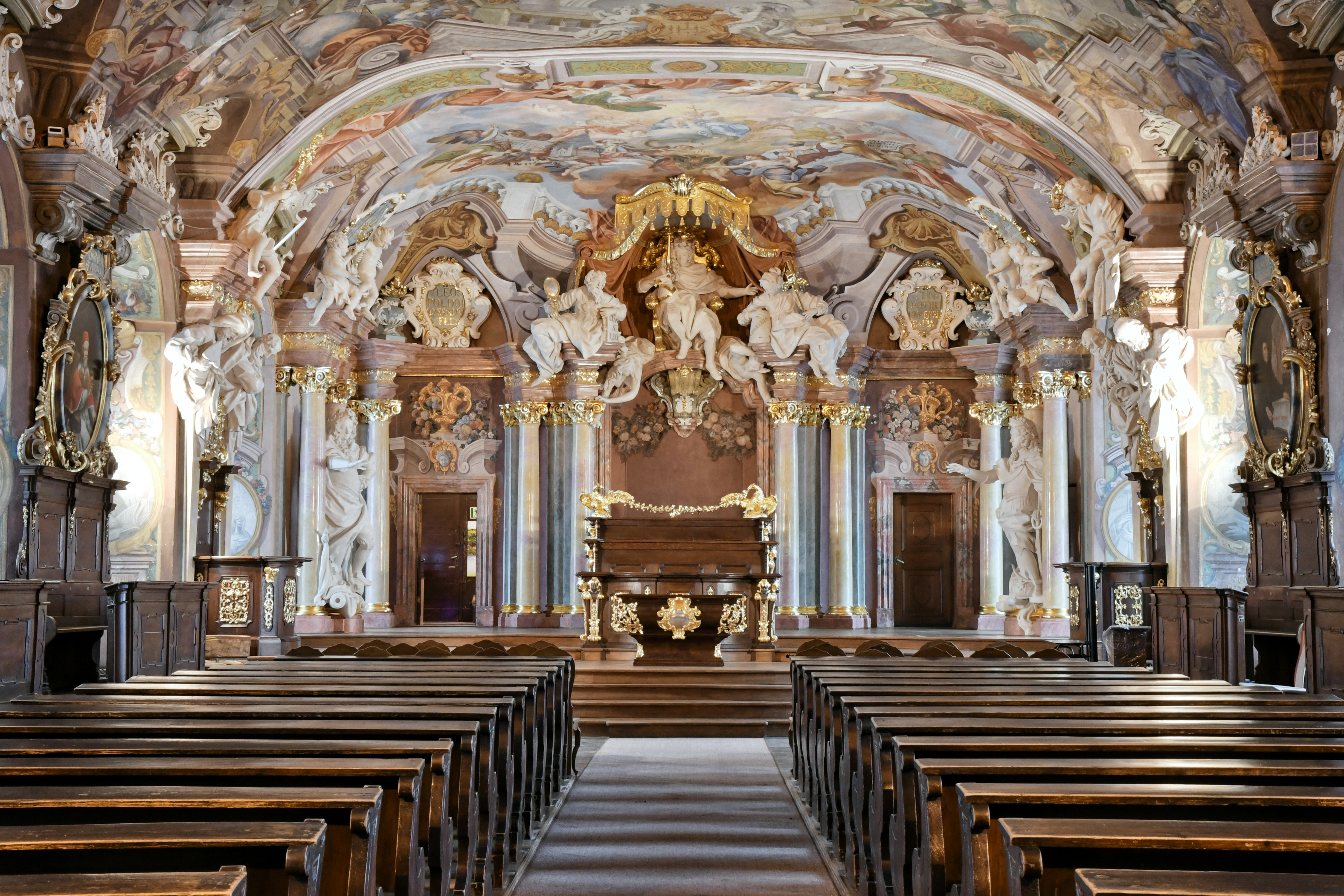
L’Aula Leopoldina

Liste des universités et autres établissements d'enseignement supérieur de Wrocław :
- Université de Wrocław
- Collège universitaire de formation des maîtres de langues étrangères de Wrocław
- École polytechnique de Wrocław
- Académie de médecine
- Académie d'éducation physique
- Académie d'économie Oskar Lange
- Académie d'agronomie  rebaptisée Uniwersytet Przyrodniczy (université des sciences de la nature)
- Académie des beaux-arts
- Conservatoire supérieur de musique Karol Lipiński
- École nationale supérieure de théâtre
- École supérieure d'officiers de l'Armée de terre Tadeusz Kościuszko

Établissements d'enseignement supérieur privés :
- École supérieure de philologie
- École supérieure de Basse-Silésie créée en 1997
- Université des sciences sociales et humaines

Autres établissements
- Alliance française de Wrocław
- Società Dante Alighieri de Wrocław

## Économie et transport

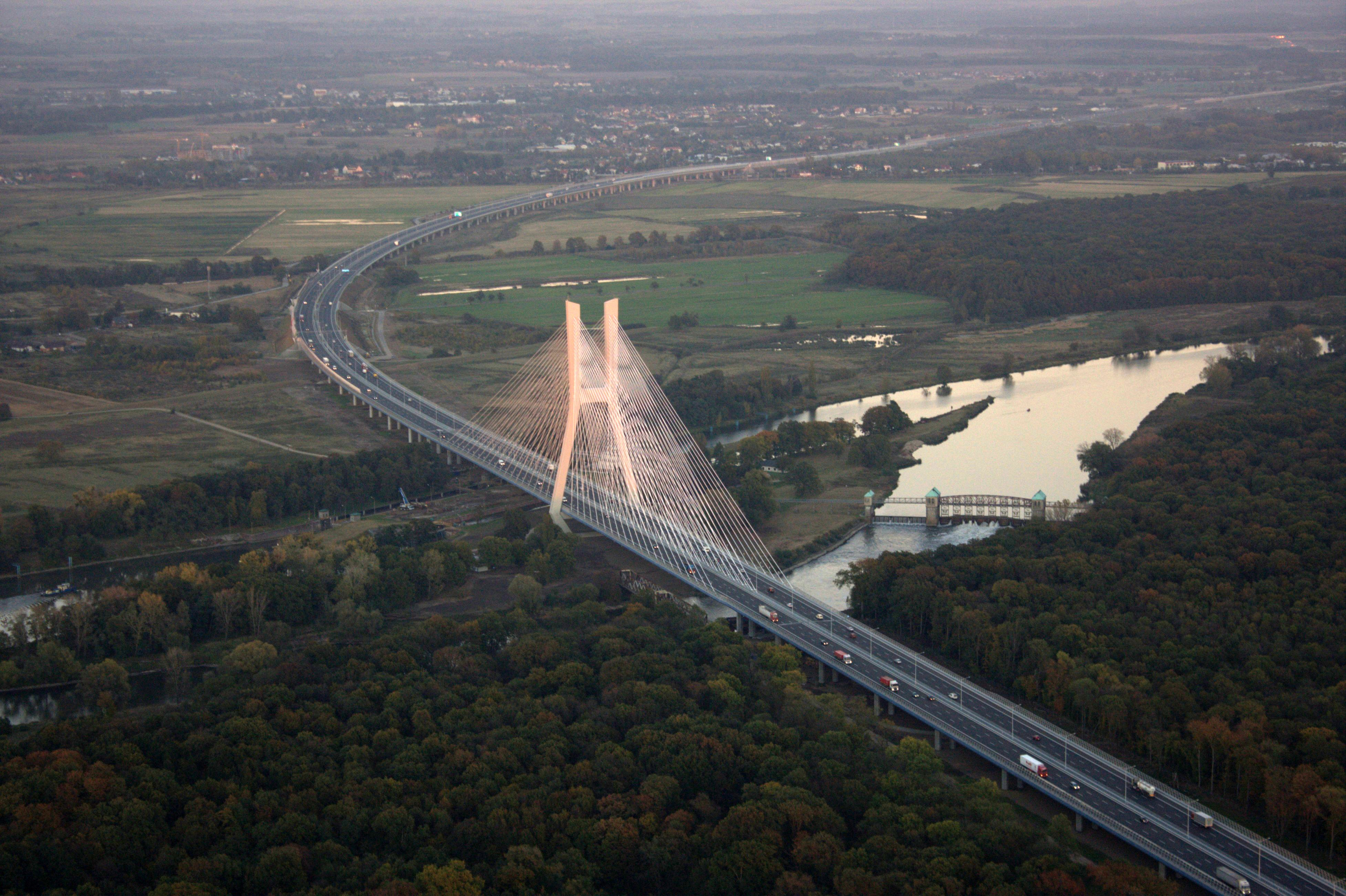
Pont Rędziński

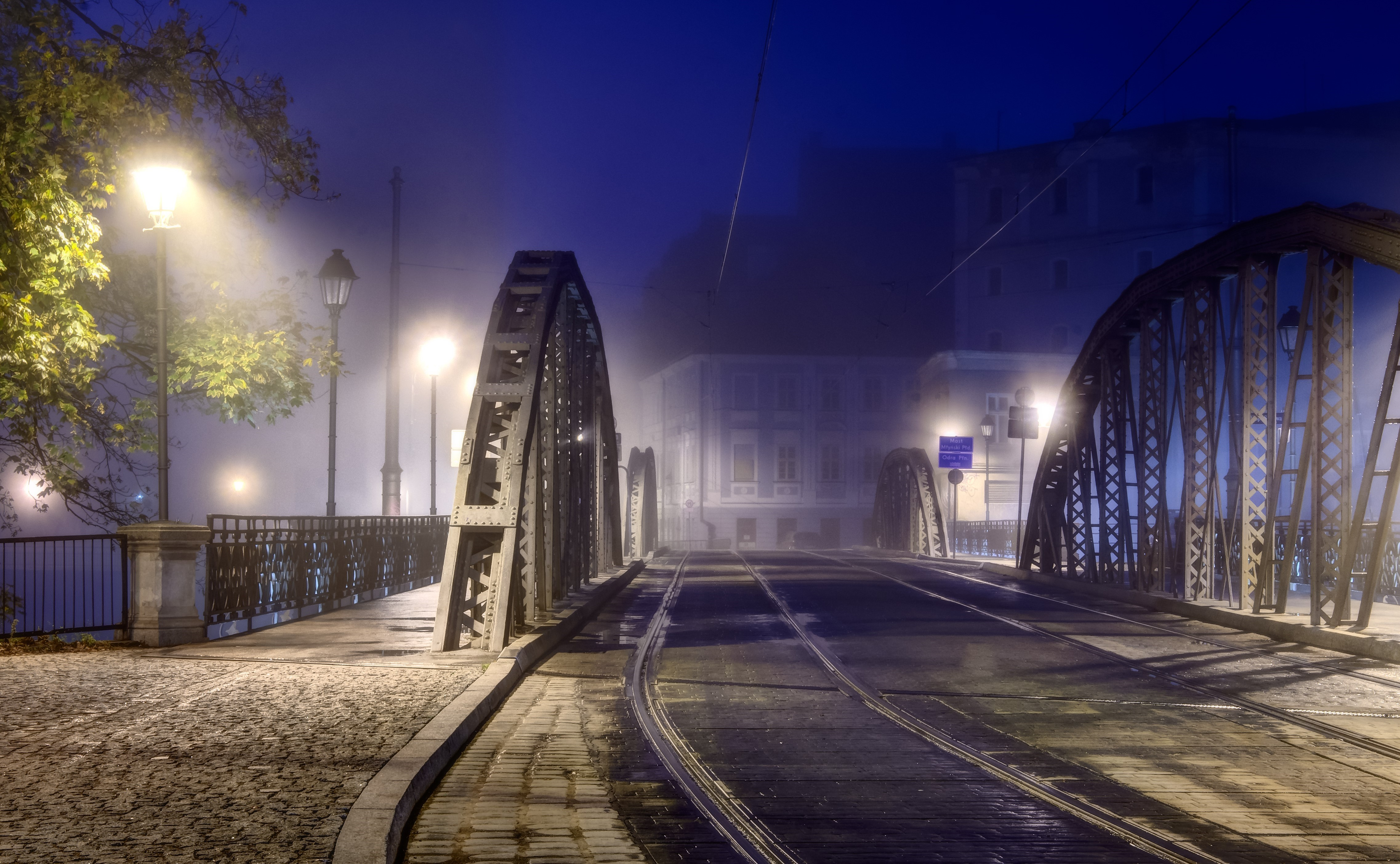
Les Mosty Młyńskie à Wroclaw. Septembre 2013.

La ville est aujourd'hui le plus important centre économique et administratif de la Basse-Silésie et a connu un développement rapide depuis la chute du communisme en 1989. Selon les données d'avril 2022 (CSO), le taux de chômage n'était que de 1,7 %. De tous les districts de la voïvodie de Basse-Silésie, celui-ci est de loin le meilleur. Dans le district en développement de Wrocław, il était encore plus bas - 1,6 %. En comparaison, le taux est de 5,2 % pour la Pologne et de 4,7 % pour la voïvodie de Basse-Silésie. Les personnes en âge de préretraite et les chômeurs de longue durée constituent le groupe le plus important inscrit au PUP.
La ville dispose d'un réseau de transports en commun composé de nombreuses lignes de bus et de tramways.
Wrocław est relié par les trains directs aux principales villes polonaises (Varsovie via Łódź; Cracovie via Katowice; Szczecin et Gdańsk via Poznań, ainsi qu'à Berlin, Dresde, Prague, Kiev et Vienne à partir de sa gare centrale (Wrocław Główny) derrière laquelle se situe la gare routière d'où partent des cars vers la plupart des villes de la Voïévodie, en Pologne, en Europe.
Une autoroute (dont le tronçon occidental fut construit avant la Seconde Guerre mondiale et modernisé à la fin des années 1990) relie Wrocław à la frontière allemande et à la frontière avec l'Ukraine via Opole, Katowice, Cracovie, Tarnów, Rzeszów (A4).
La ville dispose également d'une autoroute périphérique (A8).
L'aéroport de Wrocław-Nicolas-Copernic dessert des villes polonaises par le biais de la compagnie nationale PLL LOT ainsi que des destinations à l'étranger grâce à des compagnies comme Ryanair, Wizz Air et à la Lufthansa.

### Principales entreprises de la ville
- Polmos Wrocław - fabrica Wratislavia Vodka
- Volvo Polska
- Protram
- Apsys Polska
- Siemens
- Hewlett-Packard
- Crédit agricole Polska (ex-Lukas Bank)
- AB SA
- Polifarb Cieszyn-Wrocław SA
- KOGENERACJA S.A.
- Impel SA
- Europejski Fundusz Leasingowy SA
- Telefonia Dialog SA
- FagorMastercoock (usine reprise par BSH Hausgeräte)
- Whirlpool Polska
- American Restaurants
- Hutmen SA
- MPEC Wrocław
- SAP Polska
- SURYS (ex-Hologram Industries) Polska
- Google
- Opera Software
- Comarch (logiciels)
- Société Générale Insurance Poland
- Macopharma

## Politique

### Les bourgmestres allemands jusqu'en 1945
- Friedriech August Carl von Kospoth (1812-1832)
- Gottlieb Donatus Menzel (1833-1838)
- Gottlieb Karl Lange (1838-1842)
- Hermann Julius Pinder (1843-1848)
- Alexander Julius Elvanger (1851-1863)
- Arthur Heinrich Hobrecht (1863-1872)
- Max von Forckenbeck (1872-1878)
- Ferdinand Julius Ernst Friedensburg (1879-1891)
- Georg Bender (1891-1912)
- Paul Matting (1912-1919)
- Otto Wagner (1919-1933)
- Helmut Rebitzky (1933-1934)
- Hans Friedriech (1934-1945)
- Ernst Leichtenstern (1944-1945)

### Les «présidents» polonais depuis 1945
- Bolesław Drobner (14/03/1945 – 09/06/1945)
- Aleksander Wachniewski (13/06/1945 – 15/02/1947)
- Bronisław Kupczyński (15/02/1947 – 06/1950)
- Józef Barczyk (06/1950 – 11/1952)
- Marian Dryll (11/1952 – 04/1956)
- Eugeniusz Król (04/04/1956 – 02/02/1958)
- Bolesław Iwaszkiewicz (02/02/1958 – 07/06/1969)
- Stanisław Panek (07/06/1969 – 06/12/1972)
- Marian Czuliński (06/12/1972 – 31/05/1975)
- Janusz Owczarek (1979–1984) (en tant que voïévode)
- Stanisław Apoznański (25/05/1984 – 13/12/1985)
- Stefan Skąpski (26/03/1986 – 04/06/1990)
- Bogdan Zdrojewski (5.06.1990–8.05.2001), ministre de la Culture et du Patrimoine de 2007 à 2014, député européen depuis 2014
- Stanisław Huskowski (08/05/2001 – 19/11/2002)
- Rafał Dutkiewicz (19/11/2002 - 19/11/2018)
- Jacek Sutryk (19/11/2018 - )

### Arrondissements de la ville

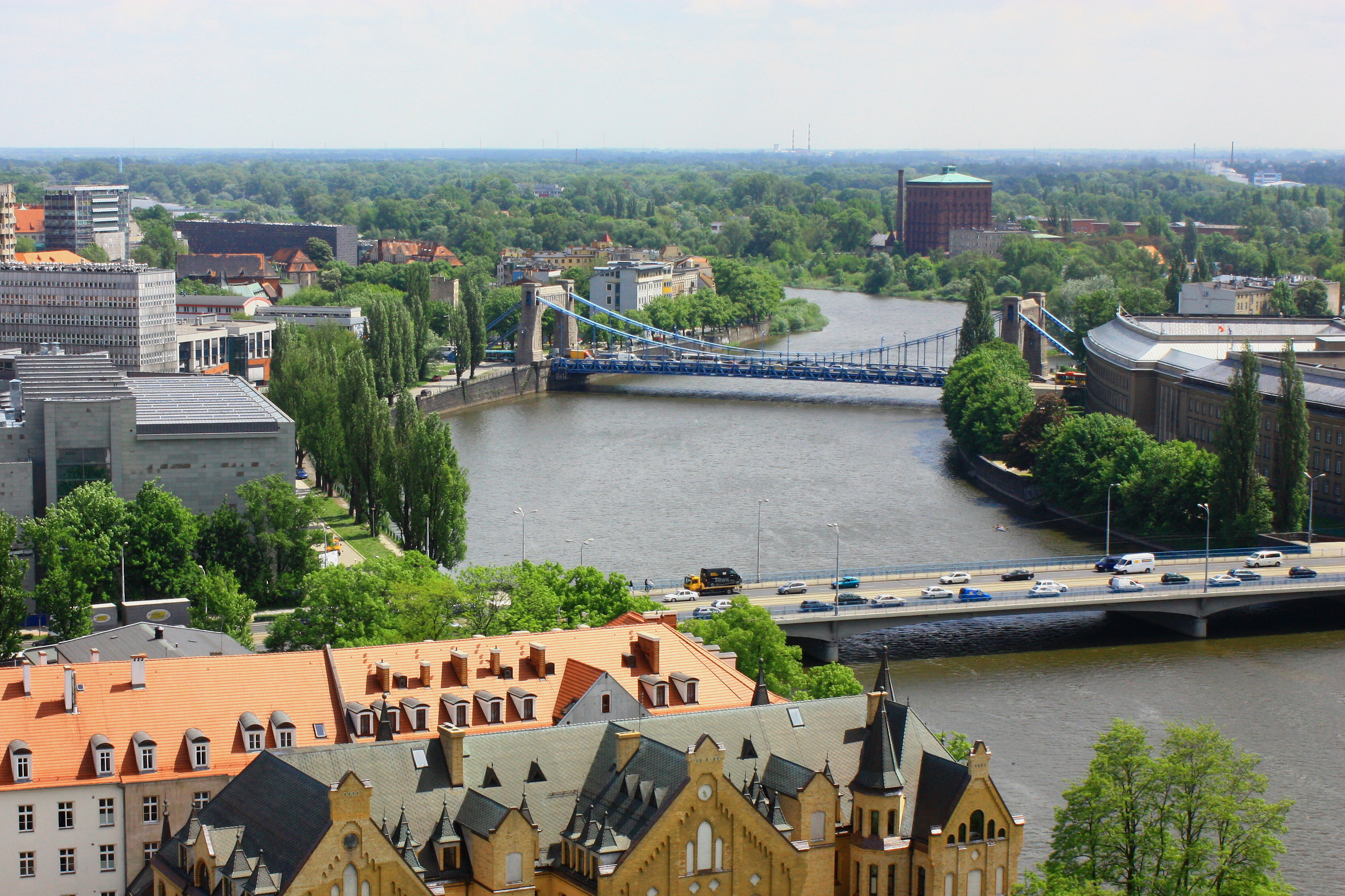
L'Oder à Wroclaw

La ville de Wrocław est divisée en cinq arrondissements :
- Fabryczna
- Krzyki
- Psie Pole (littéralement : Champ des chiens)
- Stare Miasto (Vieille-ville)
- Śródmieście (Centre-ville)

## Emblèmes de la ville
Le drapeau est un rectangle à deux bandes, rouge et jaune. Le rapport de sa largeur à sa longueur est de 5/8.
Le blason de Wrocław est un écu partagé en croix, en quatre champs, qui comporte un lion, un aigle aux ailes déployées, une grande lettre "W" et le buste de saint Jean l'Évangéliste. Au milieu de l'écu à quatre champs, la tête de saint Jean-Baptiste repose sur un plateau rond.

## Culture
La ville organise chaque année le Festival international du film Nouveaux Horizons, le Festival international d'oratorio Wratislavia Cantans, le festival international de théâtre Dialog (Międzynarodowy Festiwal Teatralny Dialog).
- Opéra de Wrocław
- Musée national de Wrocław

## Capitale européenne de la culture 2016
Avec la ville espagnole de Saint-Sébastien, la ville de Wroclaw a été sélectionnée pour être Capitale européenne de la culture en 2016. Elle a été désignée en mars 2011 par un jury d'experts indépendants.
Chaque année, deux pays définis par la Commission européenne sont appelés à accueillir une Capitale européenne de la culture. Onze villes polonaises s'étaient porté candidates (Białystok, Bydgoszcz, Gdańsk, Katowice, Łódź, Lublin, Toruń, Poznań, Szczecin, Varsovie et Wrocław).

## Sport

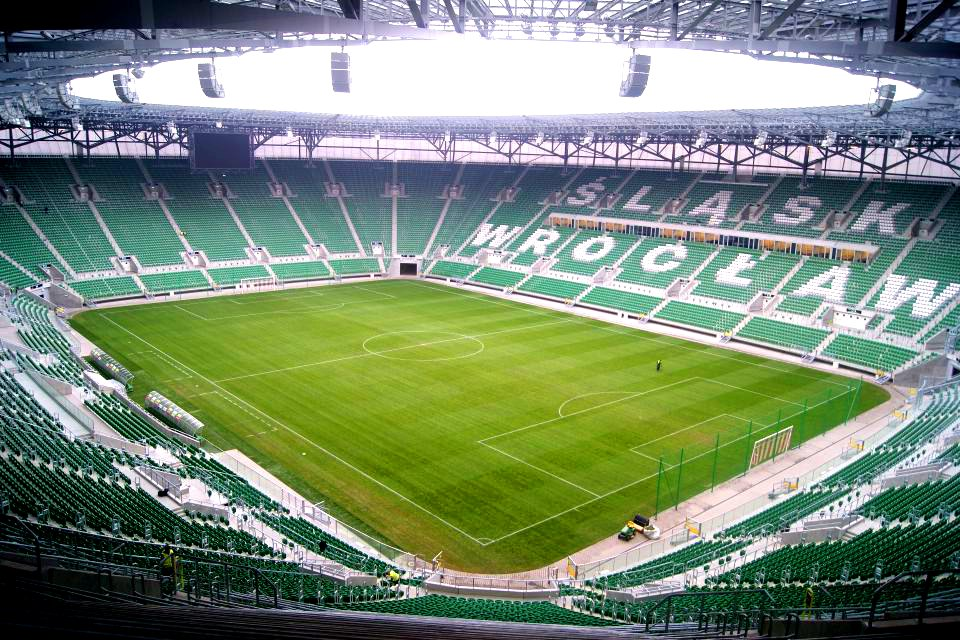
Stade municipal de Wrocław

La ville dispose de nombreuses installations sportives, parmi lesquelles le Stade municipal de Wrocław, le Stade olympique de Wrocław, le Stade Oporowska, le Stadion MCS Zakrzów ou encore le Boisko Piłkarskie Hotel GEM (pour le football).
Il existe de nombreuses équipes sportives professionnelles à Wrocław. Les plus populaires étant toutefois celles de football et de basket-ball. Le club le plus populaire est Śląsk Wrocław.
Chaque année la ville accueille un marathon en septembre.

### Équipes professionnelles masculines
- WKS Śląsk Wrocław - équipe masculine de football, vainqueur du championnat en 1977, 2012, vainqueur de la coupe en 1976, 1987, vainqueur de la super-coupe de Pologne en 1987, 2012)
- WKS Śląsk Wrocław - (anciennement : ASCO Śląsk Wrocław, Bergson Śląsk Wrocław, Deichmann Śląsk Wrocław, Idea Śląsk Wrocław, Zepter Idea Śląsk Wrocław, Zepter Śląsk Wrocław, Śląsk ESKA Wrocław, PCS Śląsk Wrocław) équipe masculine de basket-ball, compte 17 titres de champion de Pologne
- WKS Śląsk Wrocław - équipe de handball masculine, compte 15 titres de champion de Pologne
- WTS Sparta Wrocław - équipe de speedway masculine
- Gwardia Wrocław - équipe de volley-ball masculine
- Gwardia Wrocław - équipe de boxe masculine

### Équipes professionnelles féminines
- ZEC ESV Gwardia Wrocław- équipe de volley-ball féminine
- AZS Wrocław - équipe de football féminine
- AZS AWF Wrocław - équipe de handball féminine
- AZS AE Wrocław - équipe de tennis de table féminine

## Jumelages
La ville de Wrocław est jumelée avec :
| Ville | Ville           | Pays | Pays              | Période                    |
| ----- | --------------- | ---- | ----------------- | -------------------------- |
|       | Bréda           |      | Pays-Bas          | depuis 1991                |
|       | Charlotte       |      | États-Unis        | depuis 1991                |
|       | Dresde          |      | Allemagne         | depuis 1959                |
|       | Guadalajara     |      | Mexique           | depuis 1995                |
|       | Hradec Králové, |      | Tchéquie          | depuis le 16 juin 2003     |
|       | Hrodna          |      | Biélorussie       | depuis 2003                |
|       | Kaunas,         |      | Lituanie          | depuis le 18 mai 2003      |
|       | Kiev            |      | Ukraine           | depuis le 15 mars 2023     |
|       | Lille           |      | France            | depuis le 4 octobre 2013   |
|       | Lviv,           |      | Ukraine           | depuis le 28 novembre 2003 |
|       | Ramat Gan       |      | Israël            | depuis 1997                |
|       | Reinickendorf   |      | Allemagne         |                            |
|       | Skopje          |      | Macédoine du Nord |                            |
|       | Vienne          |      | France            | depuis 1990                |
|       | Vienne          |      | France            |                            |
|       | Vilnius,        |      | Lituanie          | depuis le 4 septembre 2014 |
|       | Wiesbaden       |      | Allemagne         | depuis 1987                |

## Fiction
Dans le cycle de science-fiction Wang de Pierre Bordage (qui se passe au XXIIIe siècle), le personnage principal, Wang, est originaire d'une ville de Silésie appelée Grand-Wroclaw, sur la Nysa, en Pologne.
Ce lieu a servi de décor au film polonais Le Fléau de Breslau (Plagi Breslau) de Patryk Vega, inspiré des romans policiers historiques de Marek Krajewski, habitué d’incorporer la scène du crime d'avant-guerre de Breslau dans ses œuvres.
La ville est des lieux inondés en 1997 dans la série polonaise La Crue (2022).

### Sources
- Norman Davies et Roger Moorhouse, Microcosm: Portrait of a Central European City (en), 2002  (ISBN 978-0-7126-9334-9) en anglais ; Mikrokosmos. Portret miasta środkowoeuropejskiego, Vratislavia, Breslau, Wrocław en polonais, Znak, 2002  (ISBN 978-83-240-0172-9). Il existe aussi une version en allemand intitulée Die Blume Europas. Die Geschichte einer mitteleuropäischen Stadt  (ISBN 978-3-4262-7362-3) en italien Microcosmo. L'Europa centrale nella storia di una città, Mondadori  (ISBN 978-88-6159178-3) et en français Microcosme, Portrait d'une ville d'Europe centrale, traduit par Xavier Chantry, éditions La Contre Allée, 2013  (ISBN 978-2-917817-15-5)
- Wrocław de Teresa Kulak dans la collection « A to właśnie Polska », Wyd. Dolnośląskie, 2000 - en polonais
- Larousse du XXe siècle en 6 volumes, 1928-1933.